# 冷漠世代
冷漠世代（日语：／ Shirake-sedai */?），又譯作「無能世代」，是指1950年代後期至1960年代前期出生的日本人。他們的青春期是1970年代至1980年代，在學生運動消退期迎來自己的成人式，最大的特點是對政治的冷漠，尤其是1972年淺間山莊事件的悲劇之後，更是對公共議題感到巨大的挫敗感；奉行「三無主義」——對政治的「無氣力、無感動、無關心」，使得選舉投票率長期低落及從政者世襲化；具有強烈的個人主義傾向。